# Marcus Annius Verus (préteur)

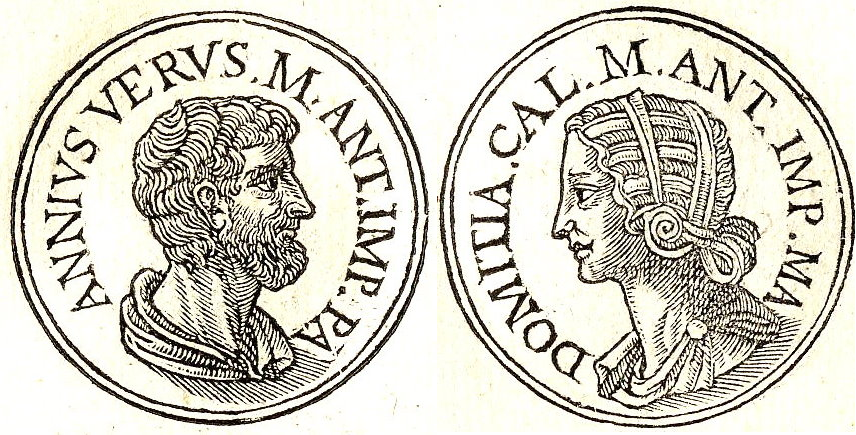
Marcus Annius Verus et Domitia Lucilla (minor), portraits imaginaires du Promptuarii Iconum Insigniorum de Guillaume Rouillé - 1553.

Marcus Annius Verus est un sénateur romain du IIe siècle de rang prétorien. Il est le fils de Marcus Annius Verus, le beau-frère de l’empereur Antonin le Pieux et le père de Marc Aurèle, né de son mariage avec Domitia Lucilla Minor.

## Biographie

### Famille
Sa famille est originaire d'Ucubi (Colonia Claritas Iulia Ucubi), près de Corduba, en Bétique,. La famille devient riche et importante grâce à la production d'huile d'olive en Hispanie à moins que l'importune fortune de la famille provienne de ressources minières. 
Il est le fils de Marcus Annius Verus, triple consulaire (suffect en 97, éponyme en 121 et 126) et proche d'Hadrien, et le petit-fils d'un Marcus Annius Verus, sénateur prétorien sous Néron. Sa mère est Rupilia Faustina, la fille de Libo Rupilius Frugi. 
Il a une sœur, Faustine l'Ancienne, future impératrice qui se marie avec le futur empereur Antonin le Pieux, et un frère Marcus Annius Libo, consul éponyme en 128.

Il épouse Domitia Lucilla Minor et a deux enfants : le futur empereur Marc Aurèle, né en 121, et Annia Cornificia Faustina, née en 123,.  Dans ses Pensées pour moi-même, Marc Aurèle parle de son père en ces termes : « De la réputation et du souvenir que laissa mon père: la réserve et la force virile.».

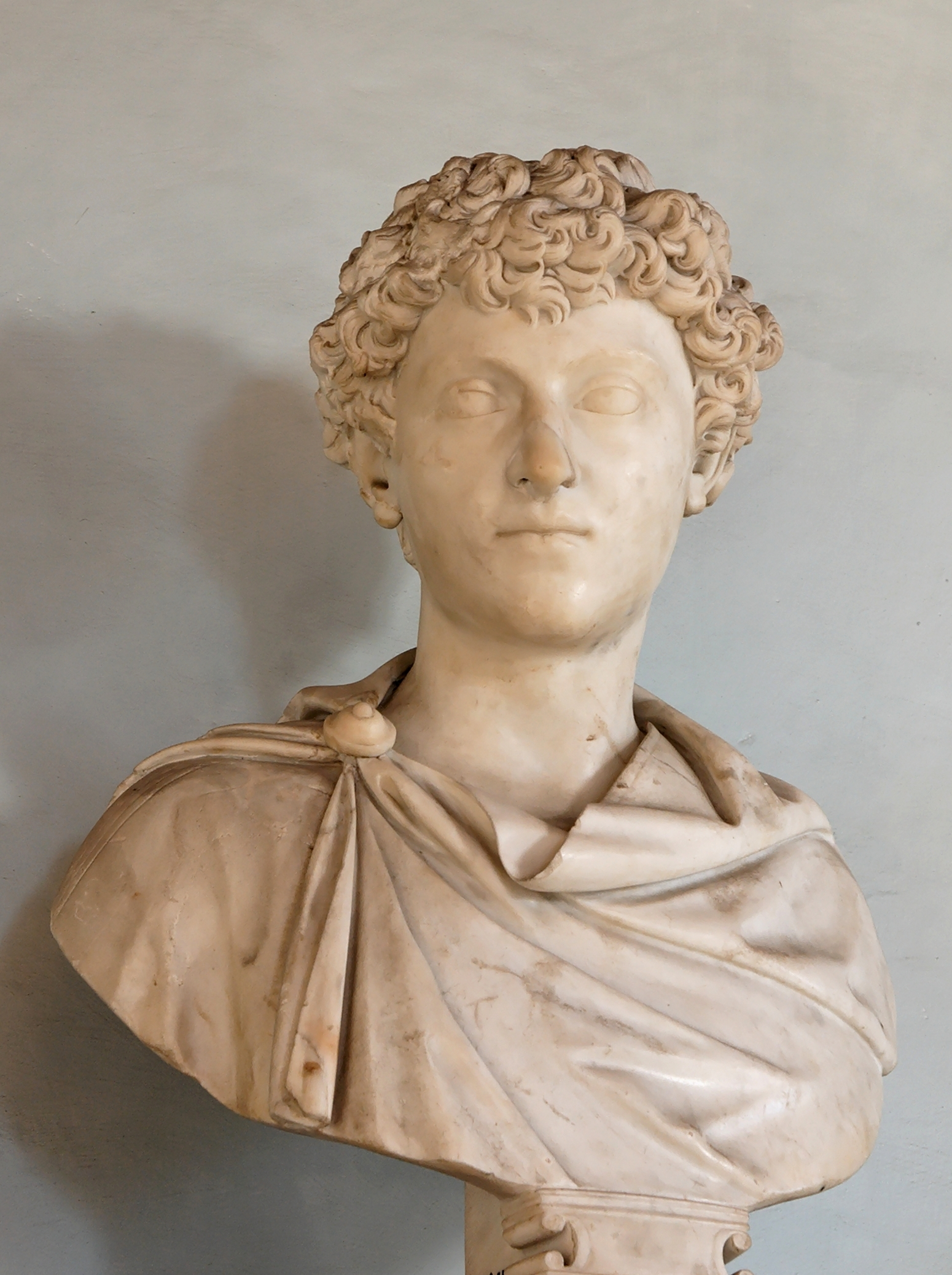
Marc Aurèle adolescent.

Il atteint la préture avant de décéder tôt, en l’an 124.
Après sa mort, son père adopte ses enfants Marc Aurèle et Annia Cornificia Faustina,. Il les élève avec Lucius Catilius Severus, leur bisaïeul maternel par alliance. Sa nièce, Faustine la Jeune, épousera Marc Aurèle. Les deux cousins ont entre autres pour fils Commode.
Sa fille épouse Caius Ummidius Quadratus Annianus Verus, consul suffect en 146, et a deux enfants, Marcus Ummidius Quadratus Annianus, consul éponyme en 167 et Ummidia Cornificia Faustina, et décède avant elle, entre 152 et 158. Son fils, Marc Aurèle, est empereur de 161 à 180. Outre Commode, il a douze autres enfants, dont seulement quatre filles atteignent l'âge adulte.